# Фомин, Сергей Александрович
Серге́й Алекса́ндрович Фоми́н (род. 1950) — советский футболист, нападающий, полузащитник.
Воспитанник футбольной школы «Торпедо» Москва, первый тренер Н. Н. Сенюков. Бо́льшую часть карьеры провёл в клубе первой лиги «Строитель»/«Колхозчи» Ашхабад — более трёхсот матчей в 1969—1978 годах, около 70 голов. Завершал карьеру в 1978—1979 годах в команде второй лиги «Торпедо» Владимир.